# Патрикеев, Иван Иванович
Иван Иванович Патрикеев (1871 — 1919) — полковник 6-го Финляндского стрелкового полка, герой Первой мировой войны. Участник Белого движения на Юге России, генерал-майор.

## Биография
Окончил Нижегородский графа Аракчеева кадетский корпус (1889) и Павловское военное училище (1891), откуда выпущен был подпоручиком в 103-й пехотный Петрозаводский полк.
Произведен в поручики 1 мая 1896 года. 24 февраля 1900 года переведен в Отдельный корпус пограничной стражи. Служил в Вержболовской бригаде, затем в 20-й пограничной Хотинской бригаде. Произведен в штабс-ротмистры 1 апреля 1901 года, в ротмистры — 17 апреля 1905 года.
С началом Первой мировой войны был прикомандирован к 6-му Финляндскому стрелковому полку. Пожалован Георгиевским оружием
За то, что, состоя в прикомандировании к 6-му Финляндскому стрелковому полку в чине ротмистра, в бою 25 июля 1915 года, будучи начальником левого боевого участка при д. Нотоки, произведя лично разведку неприятельской позиции и наступая затем к р. Цесарке, несмотря на трудно проходимую местность (густой лес), удержал полный порядок в своем батальоне и, не дав возможности противнику прорвать своего расположения, под сильным ружейным и артиллерийским огнем немцев решительно и быстро переправил роты через реку вброд и, лично став в ряды первой линии стрелковой цепи, атаковал противника и обратил в паническое бегство. После этого, быстро собрав батальон и перестроив его в новый боевой порядок, преследовал противника, бросавшего по пути отступления убитых, раненых и снаряжение.
Удостоен ордена Св. Георгия 4-й степени
За то, что в бою 17 августа 1915 года у с. Шавлишки, командуя батальоном, прорвал фронт расположения неприятеля и, успешно развивая наступление своего батальона, захватил 4 орудия и одну гаубицу, обратил противника в бегство и занял и удержал за собой важный пункт неприятельского расположения, что привело к решительному успеху наступления 6-го Финляндского стрелкового полка.
Произведен в подполковники 16 октября 1915 года, в полковники — 3 сентября 1916 года «за отличия в делах против неприятеля». 4 марта 1917 года назначен командиром 7-го морского полка, 4 июля того же года — командиром 142-го пехотного Звенигородского полка.
В Гражданскую войну участвовал в Белом движении на Юге России в составе Добровольческой армии и ВСЮР. С 25 сентября 1918 года был зачислен в резерв чинов при штабе Главнокомандующего, с 13 ноября — назначен начальником Отдельной бригады Астраханской армии. В 1919 году был назначен начальником 6-й пехотной дивизии, произведен в генерал-майоры. Убит 17 мая 1919 года на Дону.

## Награды
- Орден Святого Станислава 3-й ст. (1904)
- Орден Святой Анны 3-й ст. (1906)
- Орден Святого Станислава 2-й ст. (1912)
- Орден Святого Владимира с мечами и бантом 4-й ст. (ВП 4.12.1915)
- Орден Святого Георгия 4-й ст. (ВП 27.08.1916)
- Георгиевское оружие (ПАФ 29.04.1917)